# Прескотт-Веллі (Аризона)
Прескотт-Веллі (англ. Prescott Valley) — місто (англ. town) в США, в окрузі Явапай штату Аризона. Населення — 46 785 осіб (2020).

## Географія
Прескотт-Веллі розташований за координатами 34°35′52″ пн. ш. 112°18′56″ зх. д. / 34.59778° пн. ш. 112.31556° зх. д. (34.597689, -112.315561).  За даними Бюро перепису населення США в 2010 році місто мало площу 100,11 км², уся площа — суходіл. В 2017 році площа становила 105,67 км², уся площа — суходіл.

## Демографія
Згідно з переписом 2010 року, у місті мешкали 38 822 особи в 15 364 домогосподарствах у складі 10 591 родини. Густота населення становила 388 осіб/км².  Було 17494 помешкання (175/км²).
Расовий склад населення:
| - 88,1 % — білих - 1,2 % — корінних американців - 1,2 % — азіатів - 0,8 % — чорних або афроамериканців - 0,2 % — вихідців з тихоокеанських островів - 5,9 % — осіб інших рас |

До двох чи більше рас належало 2,7 %. Частка іспаномовних становила 16,7 % від усіх жителів.
За віковим діапазоном населення розподілялося таким чином: 24,1 % — особи молодші 18 років, 56,8 % — особи у віці 18—64 років, 19,1 % — особи у віці 65 років та старші. Медіана віку мешканця становила 40,6 року. На 100 осіб жіночої статі у місті припадало 94,0 чоловіків;  на 100 жінок у віці від 18 років та старших — 91,5 чоловіків також старших 18 років.
Середній дохід на одне домашнє господарство  становив 52 606 доларів США (медіана — 42 571), а середній дохід на одну сім'ю — 57 753 долари (медіана — 50 108). Медіана доходів становила 37 248 доларів для чоловіків та 32 564 долари для жінок. За межею бідності перебувало 18,2 % осіб, у тому числі 26,5 % дітей у віці до 18 років та 7,7 % осіб у віці 65 років та старших.
Цивільне працевлаштоване населення становило 15 908 осіб. Основні галузі зайнятості: освіта, охорона здоров'я та соціальна допомога — 22,7 %, роздрібна торгівля — 17,2 %, мистецтво, розваги та відпочинок — 11,4 %, будівництво — 10,0 %.